# Володимирівка (Вишгородський район)
Володи́мирівка —  село в Україні, у Вишгородському районі Київської області. Входить до складу Димерської селищної громади.
Кількість жителів села згідно з переписом населення 2001 року становила 242 особи.
Село отримало свою назву від хутора Володимирівка.

## Географія
Селом протікає річка Трост, права притока Здвижу.

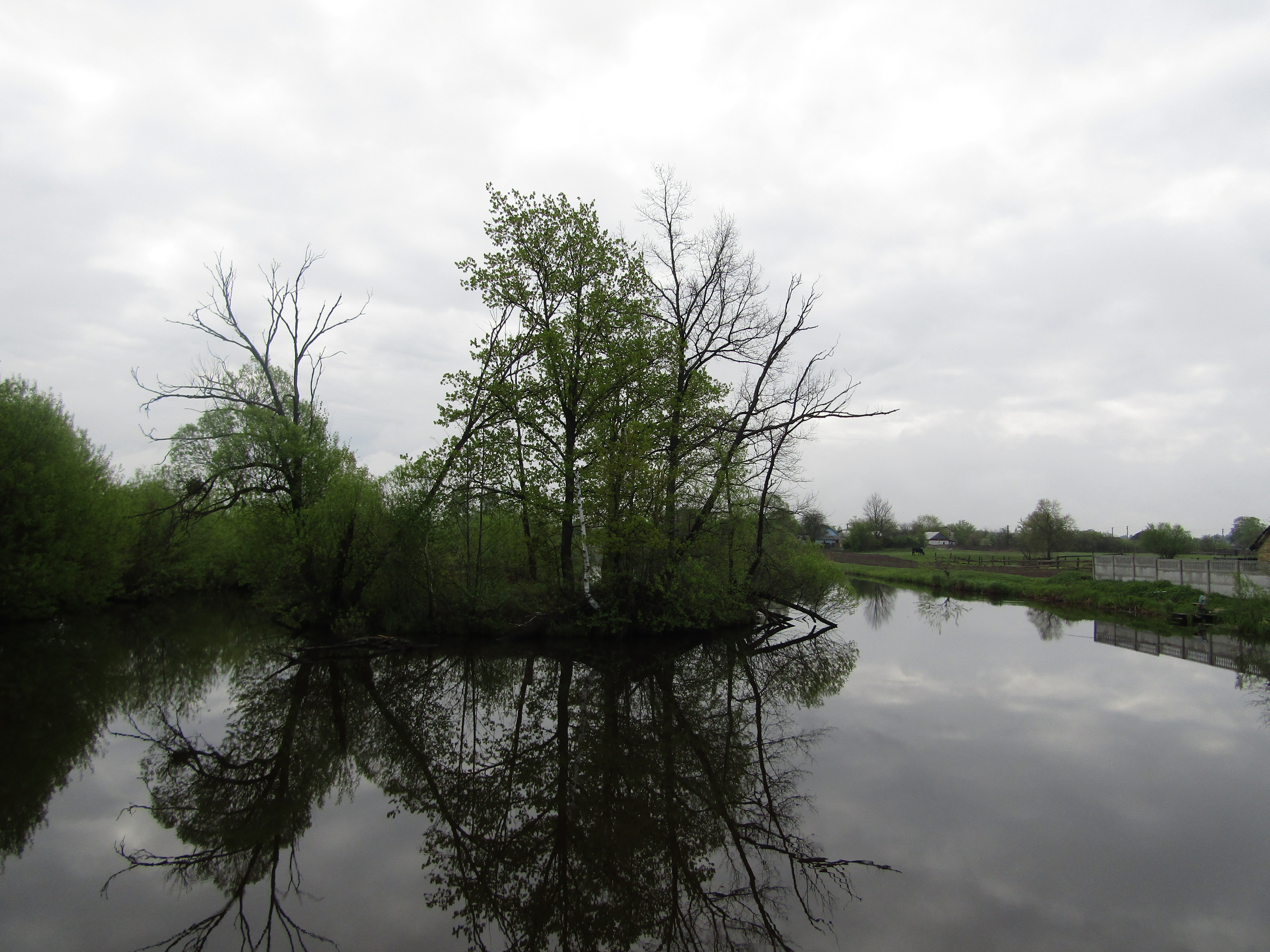
Ставок на річці Трост.

## Історія
Згідно з 3-верстовою мапою Київської губернії Шуберта (1867-1868 рр.) у XIX столітті на місці села стояв смолокурний завод. Даний завод, ймовірно, належав багатому відкупникові із сусіднього села Рудня-Димерська:
"...Въ настоящее время Рудня оживляется пребываніемъ въ ней богатаго откупщика, откупающаго шинки въ сосѢднемъ Демидовскомъ имѢніи и промышляющаго гонкою смолы, жженіемъ угля и вообще извлекающаго выгоду изъ окружающихъ казенныхъ и частныхъ лѢсовъ"  -
Л. Похилевичъ "Сказанія о населенныхъ мѢстностяхъ Кіевской губерніи", с.14.
Активне заселення території села почалося вже за часів СРСР, у кінці 20-их років XX століття, коли безземельним та малоземельним селянам навколишніх сіл (Катюжанки, Феневичів, Гути-Катюжанської, Рудні-Димерської, Ваховки) і хуторів почали роздавати земельні ділянки. 

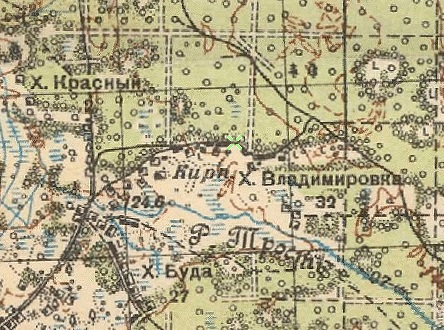
с. Володимирівка на мапі РСЧА (1941 р.)

Згідно з мапою РСЧА 1941 року на сучасній території села розміщувалися 2 хутори: Буда (південний схід та центр) і Володимирівка (північний схід); на північ від сучасної території села знаходився хутір Червоний (рос. Красный). Згодом хутори перетворилися на села Червоне (хутір Буда) та Володимирівка. Хутір Червоний припинив своє існування.
У 1944 році один із рейдових загонів УПА проводив в селі пропагандистську агітацію проти радянської влади. В селі відбувся бій повстанців з військами НКВС.

У різні часи села входили до складу Димерського та Іванківського районів.

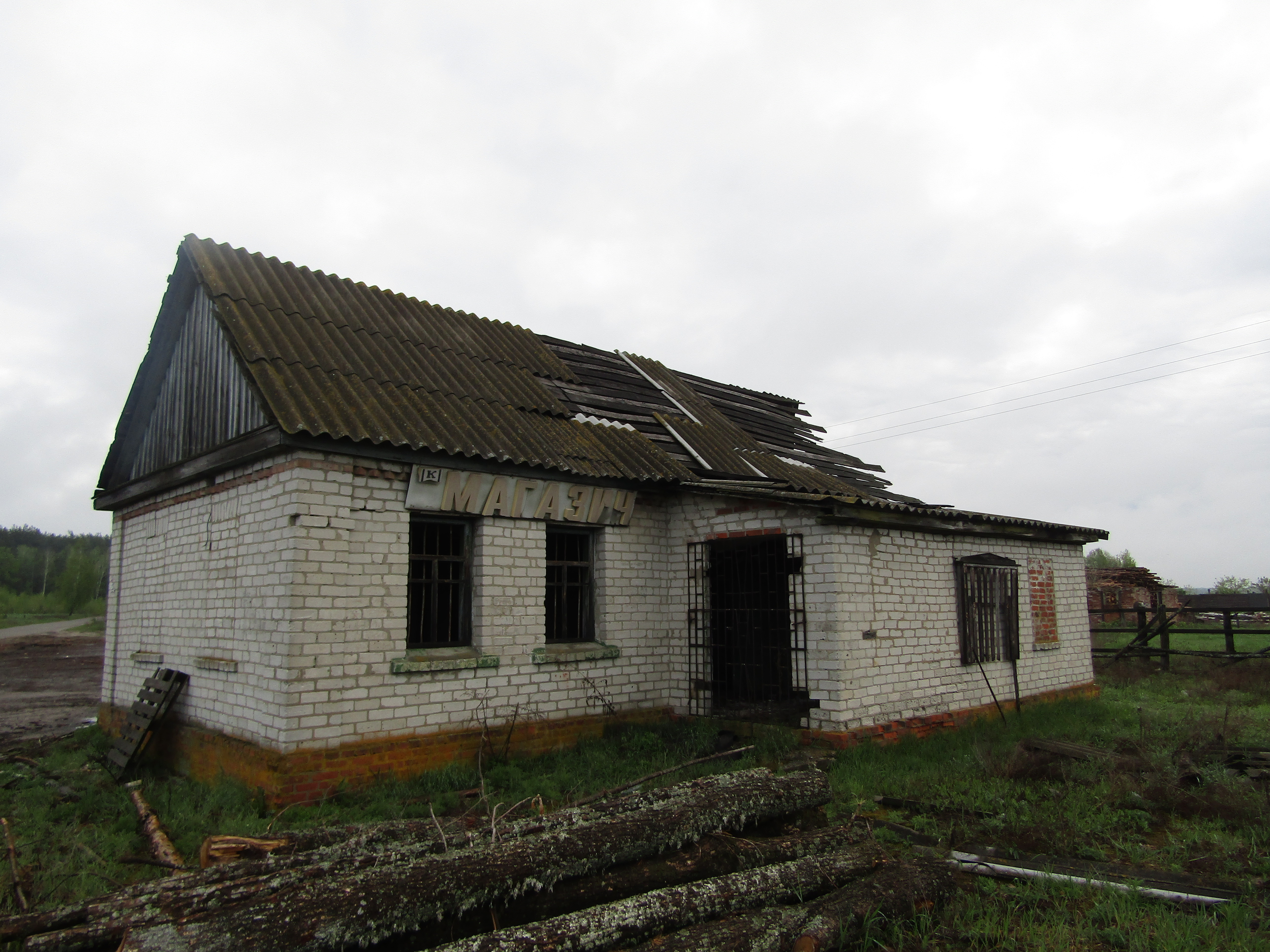
Покинута будівля радянської крамниці (2019 р.)

За часів СРСР на території теперішнього села працювали цегельний завод та колгоспна ферма. На річці Трост було вирито ставок.
Рішенням виконкому Київської обласної Ради від 28 липня 1986 року: "у Вишгородському районі... об'єднано села Червоне і Володимирівка Руднє-Димерської сільради в одне село Володимирівка".
У 2014 році було відкрито першу в історії села православну церкву на честь Казанської ікони Божої Матері УПЦ МП.